# St. Bartholomäus (Neunkirchen)

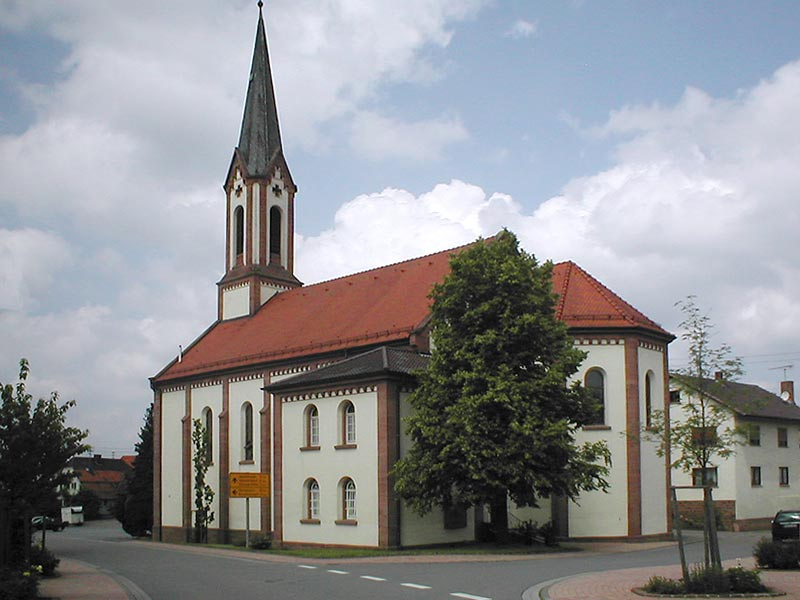
St. Bartholomäus in Neunkirchen

Die römisch-katholische Pfarrkirche St. Bartholomäus steht in Neunkirchen, einer Gemeinde im Neckar-Odenwald-Kreis in Baden-Württemberg. Das Bauwerk ist beim Landesamt für Denkmalpflege Baden-Württemberg als Baudenkmal eingetragen. Die Kirchengemeinde gehört zum Dekanat Mosbach-Buchen im Erzbistum Freiburg.

## Beschreibung
Die Saalkirche wurde 1848–1851 erbaut. Sie besteht aus einem Langhaus mit sechs Achsen, einem eingezogenen, dreiseitig geschlossenen Chor im Osten und einem Giebelturm über der Fassade im Westen, dessen oberstes Geschoss mit abgeschrägten Ecken den Glockenstuhl enthält, in dem 1873 drei Kirchenglocken aufgehängt wurden. Er ist mit einem spitzen Helm bedeckt.
Der Innenraum des Langhauses ist mit einer Flachdecke überspannt. Zur Kirchenausstattung gehört ein Altar aus dem 18. Jahrhundert, auf dessen Altarretabel ein Marienbildnis dargestellt ist.